# Rhagoletis psalida
Rhagoletis psalida är en tvåvingeart som beskrevs av Friedrich Georg Hendel 1914. Rhagoletis psalida ingår i släktet Rhagoletis och familjen borrflugor.
Artens utbredningsområde är Peru. Inga underarter finns listade i Catalogue of Life.